# Maxcel Amo Manu
Maxcel Amo Manu (Kumasi, 28 febbraio 1992) è un atleta paralimpico italiano classificato T64 e specializzato nelle corse di velocità.

## Biografia
Nato in Ghana, si trasferisce in Italia ad undici anni, stabilendosi prima a Milano e poi a Bologna. Trova un impiego come magazziniere, ma nell'agosto del 2017 lo scooter su cui stava viaggiando per recarsi nella sede di lavoro viene investito da un camion, provocandogli l'amputazione della parte inferiore della gamba sinistra; terminata la riabilitazione si avvicina all'atletica paralimpica, venendo tesserato dal Gruppo Sportivo Fiamme Azzurre e competendo nel settore della velocità nella categoria T64. Tra il 2021 e il 2022 ottiene i suoi primi titoli nazionali, sia a livello indoor sia outdoor; l'anno successivo, invece, partecipa ai mondiali paralimpici disputatisi a Parigi, conquistando la medaglia d'oro nei 100 metri e nei 200 metri T64, siglando in entrambe le occasioni il record europeo della disciplina.
Nel 2024 prende parte ai Giochi paralimpici, organizzati sempre nella capitale francese: il 2 settembre vince la medaglia d'argento nei 100 metri piani T64, classificandosi alle spalle solo del costaricano Sherman Guity. Una caduta in batteria invece lo esclude dalla finale dei 200 metri piani.

## Record
- 100 metri piani: 
  - 10"64 ( Parigi, 11 luglio 2023)
- 200 metri piani: 
  - 21"36 ( Parigi, 17 luglio 2023)

## Palmarès
| Anno | Manifestazione       | Sede   | Evento          | Risultato  | Prestazione | Note           |
| ---- | -------------------- | ------ | --------------- | ---------- | ----------- | -------------- |
| 2023 | Mondiali paralimpici | Parigi | 100 m piani T64 | Oro        | 10"71       | [ 9 ]          |
| 2023 | Mondiali paralimpici | Parigi | 200 m piani T64 | Oro        | 21"36       | Record europeo |
| 2024 | Giochi paralimpici   | Parigi | 100 m piani T64 | Argento    | 10"76       | [ 10 ]         |
| 2024 | Giochi paralimpici   | Parigi | 200 m piani T64 | Semifinale | dq          |                |

### Campionati nazionali
2021
- Oro ai campionati italiani assoluti paralimpici, 100 m T64[11]

2022
- Oro ai campionati italiani assoluti paralimpici indoor, 60 m T64
- Oro ai campionati italiani assoluti paralimpici, 100 m T64
- Oro ai campionati italiani assoluti paralimpici, 200 m T64

2023
- Oro ai campionati italiani assoluti paralimpici, 100 m T64
- Oro ai campionati italiani assoluti paralimpici, 200 m T64

2024
- Oro ai campionati italiani assoluti paralimpici indoor, 60 m T64
- Oro ai campionati italiani assoluti paralimpici, 100 m T64[12]
- Oro ai campionati italiani assoluti paralimpici, 200 m T64[13]